# Nogent-sur-Aube

Nogent-sur-Aube este o comună în departamentul Aube din nord-estul Franței. În 1 ianuarie 2022 avea o populație de 311 de locuitori.